# Dalsfjords kyrka
Dalsfjords kyrka (norska: Dalsfjord kirke) är en korskyrka från 1910 i Volda kommun i Møre og Romsdal fylke i västra Norge. Den är kyrka för Dalsfjords socken som är en del av Søre Sunnmøre prosteri i Møre stift. Den vita träkyrkan byggdes i korsform 1910 efter ritningar av arkitekten Ole Havnæs. Kyrkan har plats för cirka 400 besökare. Byggmästare var Petter Strømme och Jens Strømsheim. Byggnaden invigdes av biskopen Johan Willoch Erichsen.

## Historik
Dalsfjord hade ingen kyrka under medeltiden så folket i Dalsfjordområdet använde huvudkyrkan i Volda som låg cirka 10 kilometer bort, på andra sidan fjorden. Det sägs dock att ett träkors hade rests på platsen under medeltiden och att denna plats under katolsk tid (före reformationen) var en samlingsplats för människor. Ibland dök prästen upp på denna plats och höll mässa i det fria. Detta kan ha hänt även efter reformationen i Norge.
När det närliggande Austefjordskapellet byggdes 1879 såg Dalsfjordborna detta och började driva på för ett eget kapell och kyrkogård. Denna plan förkastades ett par gånger, men efter år av kamp avskildes Dalsfjords socken från Volda socken som egen församling den 1 januari 1910. Efter att ha fått församlingsstatus påbörjades planeringen av en ny kyrka. Grundstenen till den nya kyrkan lades i februari 1910. Byggnaden är en korsformad korskyrka. Dalsfjords kyrka invigdes den 29 december 1910. Exteriören målades ursprungligen gul, men målades senare om i vitt. Kyrkan fick 1963 en omfattande renovering.